# Ali Mutashar
Ali Mutashar (en árabe: علي مطشر‎; Bagdad, Irak; 7 de mayo de 1989) es un futbolista de Irak que juega en la posición de guardameta con el Al-Sinaa de la Liga Premier de Irak.

## Carrera

### Club
| Periodo   | Club            |
| --------- | --------------- |
| 2006–2007 | Al-Kadhimiya SC |
| 2007–2009 | Al-Naft         |
| 2009–2011 | Al-Talaba SC    |
| 2011      | Al-Shorta SC    |
| 2012–2014 | Al-Talaba SC    |
| 2014      | Duhok FC        |
| 2014–2015 | Al-Karkh SC     |
| 2015–2021 | Najaf FC        |
| 2021–     | Al-Sinaa        |

### Selección nacional
Jugó para Irak en cuatro ocasiones de 2010 a 2011 y participó en la Copa Asiática 2011.